# Gromoboj (1899)
Gromoboj byl pancéřový křižník ruského carského námořnictva. Ve službě byl v letech 1899–1919. Nasazen byl jak v rusko-japonské válce, tak v první světové válce. Po vyřazení byl sešrotován.

## Stavba

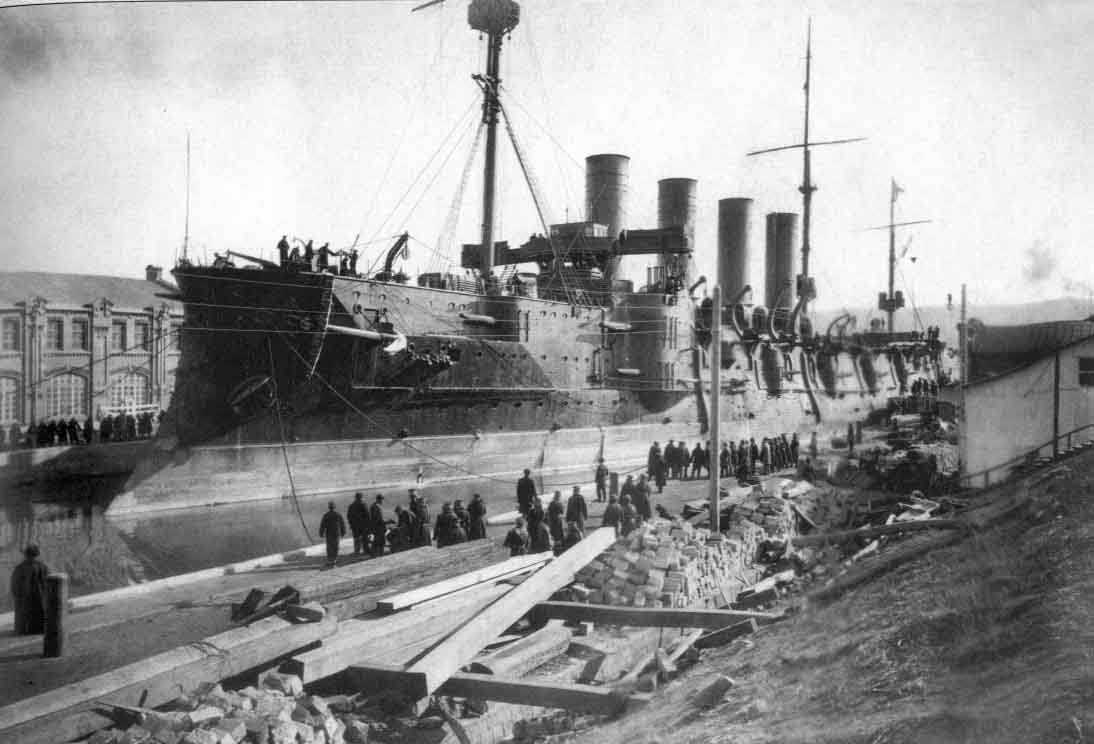
Gromoboj

Konstrukčně navazoval na předcházející křižník s dlouhým dosahem Rossija. Postavila jej ruská loděnice v Petrohradu. Stavba byla zahájena 20. května 1898, na vodu byl spuštěn 21. května 1899 a do služby byl uveden 8. listopadu 1899.

## Konstrukce
Křižník byl vyzbrojen čtyřmi 203mm kanóny, šestnácti 152mm kanóny, dvaceti čtyřmi 75mm kanóny, dvanácti 47mm kanóny, osmnácti 37mm kanóny a čtyřmi 381mm torpédomety. Pohonný systém měl výkon 14 500 hp. Skládal se ze tří parních strojů s trojnásobnou expanzí a 32 kotlů Belleville, pohánějících tři lodní šrouby. Nejvyšší rychlost dosahovala 19 uzlů. Dosah byl 8100 námořních mil při rychlosti 10 uzlů.

## Osudy

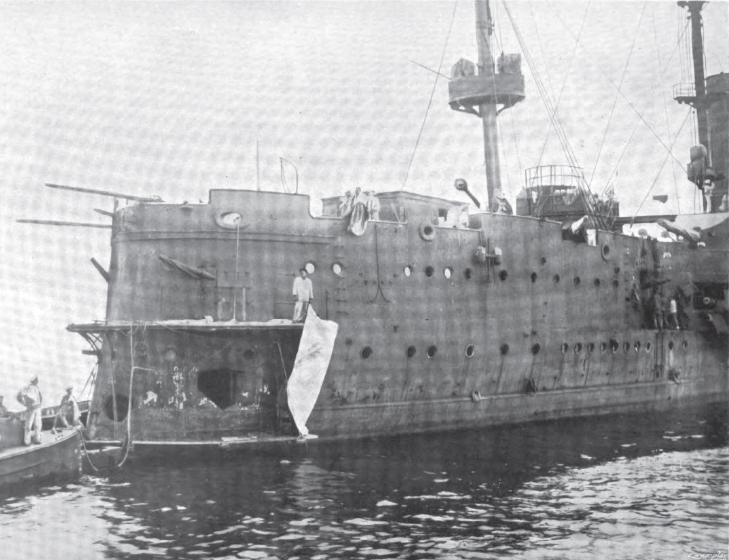
Gromoboj po bitvě u Ulsanu

Gromoboj se účastnil rusko-japonské války. Byl součástí eskadry operující z Vladivostoku, tvořené pancéřovými křižníky Gromoboj, Rossija, Rjurik a chráněným křižníkem Bogatyr. V srpnu 1904 byl poškozen v bitvě u Ulsanu. Dne 23. května 1905 byl poblíž Vladivostoku poškozen minou. Po válce byl přesunut k baltskému loďstvu, v jehož řadách strávil první světovou válku. Za války sloužil především jako rychlá minonoska s kapacitou 200 min. V září 1917 křižník ovládli bolševici. V březnu 1918 byl společně s dalšími plavidly evakuován před zamrzlý Finský záliv z Helsinek do Kronštadtu. Zanedlouho byl přesunut do rezervy. Roku 1922 byl prodán k sešrotování. Během vlečení k sešrotování v bouři ztroskotal u Liepāja, kde byl rozebrán.